# Robert Cattrall
Robert Cattrall (né le 7 octobre 1957 à Braintree (Essex)) est un joueur de hockey sur gazon britannique. Il participe aux Jeux olympiques d'été de 1984 où il remporte la médaille de bronze.

## Palmarès

### Jeux olympiques
- Jeux olympiques de 1984 à Los Angeles,  États-Unis
  -  Médaille de bronze.